# بوب أوسبورن
بوب أوسبورن (بالإنجليزية: Bob Osborn)‏ هو لاعب كرة قاعدة أمريكي، ولد في 17 أبريل 1903 في سان دييغو في الولايات المتحدة، وتوفي في 19 أبريل 1960 في باريس في الولايات المتحدة.

## وصلات خارجية
- بوب أوسبورن على موقعبيزبول رفرنس.كوم (الدوري الرئيسي) (الإنجليزية)
- بوب أوسبورن على موقع جمعية أبحاث البيسبول الأمريكية (الإنجليزية)